# Berei Mózes József
Berei Mózes József (Dunaújváros, 2004. február 24. – ) magyar műkorcsolyázó.

## Családja
Berei Mózes József, édesanyja Zsuffa Tünde írónő. Anyai ágon nagyapja Zsuffa Oszkár.

## Életrajz
2009-ben, 5 évesen kezdett el korcsolyázni.
A 2020. február 7. és február 9. között megrendezésre került Magyar Országos Utánpótlás Bajnokság junior kategóriájában első helyezést ért el. A 2020. február 14. és február 15. között megrendezésre került miskolci Jégvirág Cup-n szintén első helyezett lett.